# Перелік форків Біткойну

## Клієнтські форки
Нижче наведені форки програмного клієнта  мережі Bitcoin, отримані від еталонного клієнта Bitcoin Core:
- Bitcoin XT
- Bitcoin Classic
- Bitcoin Unlimited
- Bitcoin ABC

## Монетні відокремлення
Розділення мережі біткойн, створене навмисно за допомогою жорстких вилок блочного шаблону, обмінюючись історією транзакцій з Bitcoin до певного часу та дати:
- Bitcoin Cash (Розділено на блоці 478559[1], 1 серпня 2017 року)
- Bitcoin Gold (Розділено на блоці 491407[2], 24 жовтня 2017 року)
- Bitcoin Diamond (Розділено на блоці 495866[3], 24 листопада 2017 року)
- BitcoinX (Розділено на блоці 498888[4], 12 грудня 2017 року)
- Super Bitcoin (Розділено на блоці 498888[5], 12 грудня 2017 року)
- Bitcoin Top (Розділено на блоці 501118[6], 26 грудня 2017 року)
- Bitcoin God (Розділено на блоці 501 225[7], 27 грудня 2017 року)
- B2X (Розділено 28 грудня 2017, на блоці 501451)[8]
- Bitcoin Post-Quantum (Розділено на блоці 555000[9], 23 грудня 2018 року)

## Скасовані форки
Сплановані розділення мережі, які були скасовані, перш ніж відбулися.
- SegWit2x

## Інший
- Bitcore